# Dorit Myltoft
Dorit Myltoft Andersen (født 6. december 1943 i Odense) er en dansk politiker, der har været medlem af Folketinget for Det Radikale Venstre i Fyns Amtskreds af flere omgange fra 1993-2000.
Dorit Myltoft blev student fra Sct. Knuds Gymnasium i 1962 og uddannet folkeskolelærer fra Odense Seminarium i 1966. I 1983 blev hun tillige cand.pæd.psych. fra Danmarks Lærerhøjskole. Hun arbejdede 1966-1980 som folkeskolelærer ved Odense Kommune og som skolepsykolog samme sted fra 1980-1984. Derefter arbejdede hun som underviser ved Seminariet for Hverdagskunst i Kerteminde.
Hun blev opstillet til Folketinget første gang i 1990 – for Odense Østkredsen, men stillede fra 1993 op i Odense Sydkredsen. Dorit Myltoft fungerede i en årrække som stedfortræder for Niels Helveg Petersen, senest da han var udenrigsminister 31. marts 1998-21. december 2000.
Dorit Myltoft var formand for Odense Radikale Venstre 1986-1993 og medlem af bestyrelsen for Frit Oplysningsforbund i Odense fra 1989. Fra 1990-1992 var hun medlem af hovedbestyrelsen og formand for ligestillingsudvalget i Dansk Magisterforening og fra 1993 medlem af landsstyrelsen i Foreningen Norden. Fra 1998 var hun desuden medlem af repræsentantskabet i DONG.
Siden 2007 har hun været formand for Det Radikale Venstre i Region Syddanmark.